# 麻风桥

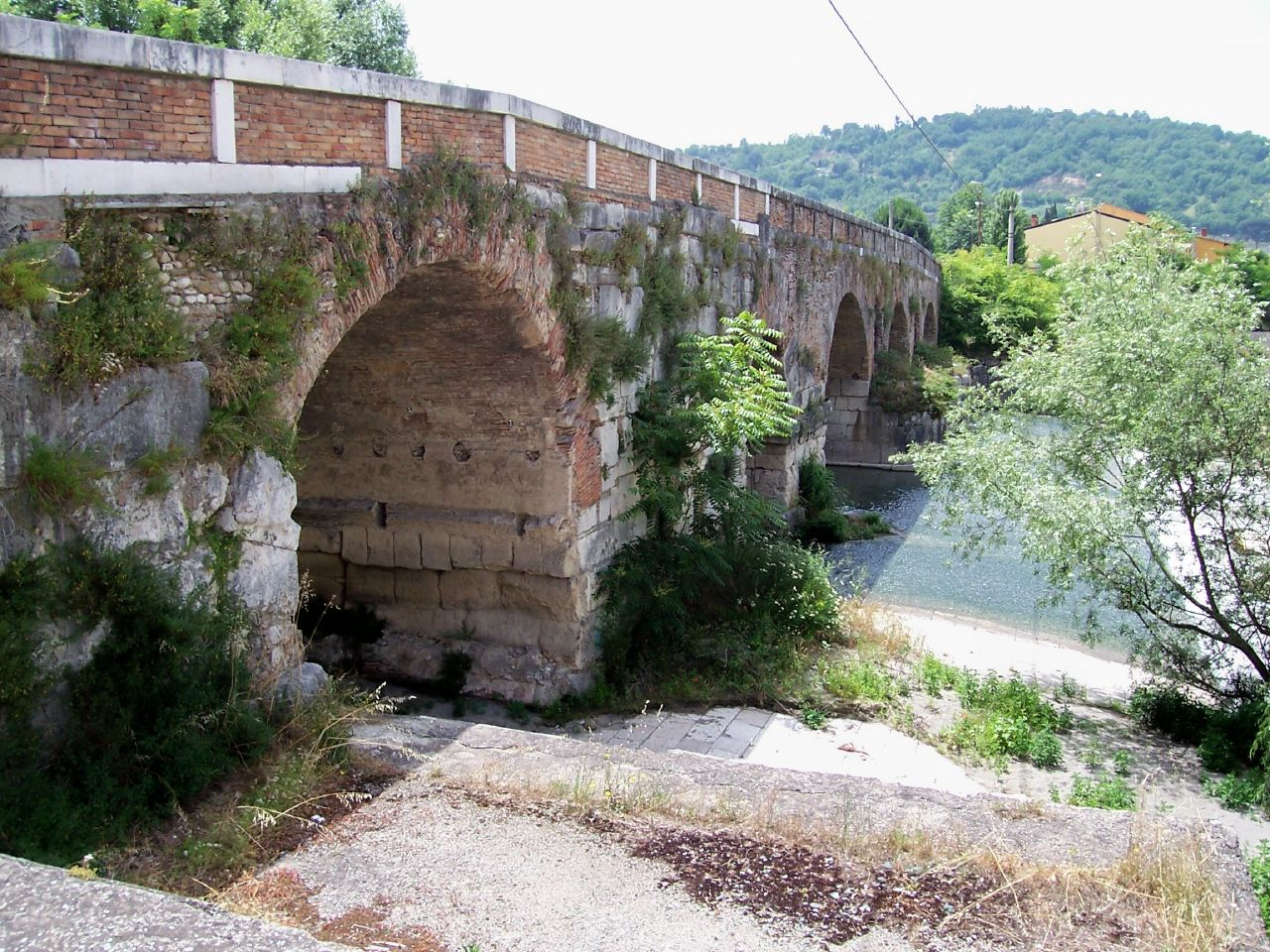

麻风桥（Ponte Leproso）是一座古罗马拱桥，位于意大利贝内文托，亚壁古道上，由克劳狄建于公元202年。
这座桥原名大理石桥。现在的名字来源于中世纪附近的一家麻风病医院。这个名字第一次记载于1071年。在十九世纪，该桥梁也被称为圣科西摩桥（ponte di San Cosimo），得名于附近的天主堂。